# Georg Landfried
Georg Landfried (* 1855; † 29. Dezember 1920 in Dillenburg) war ein deutscher Unternehmer, IHK-Präsident und Abgeordneter.

## Leben
Georg Landfried war Tabak und Zigarettenfabrikant in Dillenburg und Seniorchef des Unternehmens Johann Daniel Haas. Das Unternehmen war eines der bedeutendsten Tabakunternehmen im Herzogtum Nassau. Es war von Johann Daniel II Haas (1731–1798) gegründet worden, wurde dann von dessen Sohn Johann Daniel Haas (1780–1849), der auch Landtagsabgeordneter und 1848 Mitglied des Frankfurter Vorparlaments war, fortgeführt. Dessen Tochter Emilie Emma heiratete Jacob Landfried, einen Verwandten von Georg Landfried. Über diesen erwarb Georg Landfried Anteile am Unternehmen.
Georg Landfried war mit Anna geborene Sternheimer verheiratet.
Landfried gehörte der Handelskammer Dillenburg an und war ab 1902 stellvertretender Präsident und 1916 bis 1919 Präsident. 1916 rückte er für Carl Grün bzw. den Dillkreis in den Nassauischen Kommunallandtag nach. Im Kommunallandtag war er Mitglied im Finanzausschuss.